# شمرية (إسماعيلية)
شمرية (بالفارسية: شمریه) هي قرية وتقع في إيران في قسم إسماعيلية الريفي. يقدر عدد سكانها بـ 791 نسمة بحسب إحصاء 2016.